# Mario Gallo (calciatore)
Mario Gallo (Padova, 29 maggio 1909 – ...) è stato un calciatore italiano, di ruolo attaccante.

## Carriera
Noto anche come Gallo II, per distinguerlo dal fratello Cesare (Gallo I). Giocò in massima serie con il Petrarca e con il Padova.
Con il Petrarca disputò 19 gare nel campionato di Prima Divisione 1922-1923.
Con i biancoscudati debuttò il 2 giugno 1929 in Padova-Casale 3-3. Giocò la sua ultima partita il 16 giugno 1929 in Padova-Bari 5-0.
Lasciò Padova nel 1930.